# غاريسيو
غاريسيو (بالإنجليزية: Garessio)‏ هي بلدية في مقاطعة كونيو في منطقة بيدمونت الإيطالية ، وتقع على بعد حوالي 100 كيلومتر (62 ميل) جنوب تورينو وحوالي 40 كيلومتر (25 ميل) جنوب شرق كونيو. كما يقع قصر عائلة سافوي السابق Reggia di Val Casotto ضمن حدود المدينة.

## نبذة
تقع غاريسيو في جبال الألب الليغورية. ضمن الحدود المتواجدة بين مقاطعتي ليغوريا وبيمونتي ، مما يسهل عملية الوصول إلى البحر الأبيض المتوسط جنبًا إلى جنب مع موقع التراث العالمي لليونسكو منطقة لانجي للنبيذ التي تزرع النبيذ الإيطالي الشهير مثل بارولو ودولسيتو.
تشتهر مدينة غاريسيو بالمياه المعدنية الموجودة في المدينة. كما اشتهر أكوا سان برناردو في جميع أنحاء إيطاليا لامتلاكه خصائص علاجية. في مطلع القرن ، كانت غاريسيو مدينة سبا شهيرة تجذب السياح لتميزها بالمياه حيث كان السيا ح يستمتعون ويقضون الصيف في مناخ بارد. وكانت المدينة تعيد اختراع نفسها كمركز رياضي لانها موقعها يتميز بانه يناسب العديد من الرياضات الخارجية مثل ركوب الدراجات في الجبال وركوب الدراجات على الطرق والتزلج والمشي لمسافات طويلة. وتم الحفاظ على وسط مدينة غاريسيو التاريخي جيدًا حيث تم إغفاله للتطوير من قبل السكان المحليين وجذب المشترين المغتربين المهتمين بالممتلكات التاريخية.

## التاريخ
كانت غاريسيو نقطة توقف مهمة خلال عصر من العصور الوسطى لتجارة الملح. وتم إحضار الملح من جبال الألب الليغورية عبر البحر الأبيض المتوسط على طول المسارات وإعادة تعبئته وبيعه في غاريسيو لتوزيعه على شمال أوروبا.

## الناس
- جوزيبي بينوني [الإنجليزية] (مواليد 1947)، فنان
- جيورجيتو جيوجيارو (مواليد 1938)، مصمم سيارات.
- أوجينيو كولمو [الإنجليزية] (1885-1967) رسام كاريكاتير